# Yi Quan
 (mai 2023).
Si vous disposez d'ouvrages ou d'articles de référence ou si vous connaissez des sites web de qualité traitant du thème abordé ici, merci de compléter l'article en donnant les références utiles à sa vérifiabilité et en les liant à la section « Notes et références ».
 (mai 2023).
Le contenu est difficilement compréhensible vu les erreurs de traduction, qui sont peut-être dues à l'utilisation d'un logiciel de traduction automatique.
Le Yìquán, aussi appelé Dàchéngquán, est un art martial chinois fondé par le maître du  xìngyìquán, Wáng Xiāngzhāi (王薌齋). « Yì » (意) signifie « intention » (ou « esprit »), « quán » (拳) signifie littéralement « poing » ou « boxe ». 
Wáng Xiāngzhāi déclarait dès 1920 que les pratiquants d'arts martiaux négligeaient l'importance du travail de l'esprit et donnaient trop d'importance aux mouvements. De plus, fidèle à la tradition millénaire chinoise, l'art de Wang Xiang Zhai insiste autant sur le travail de préservation de la santé (yangsheng) que sur le travail de défense personnelle (ziwei).

## Histoire
Après avoir étudié le Xing Yi Quan avec Guo Yunshen pendant son enfance, Wang Xiangzhai voyagea en Chine, à la rencontre de maîtres de différents styles d'arts martiaux wu shu et fit la comparaison de ces différents kung fu. Dans les années milieux 1920, il arriva à la conclusion que le pratiquant de Xingyiquan mettait trop l'emphase sur l'utilisation de combinaisons de mouvements complexes (forme externe « xing »). Selon lui, il fallait remettre le développement de l'esprit au centre de l'entraînement afin d'améliorer les aptitudes martiales. Il commença donc à enseigner ce qu'il pensait être la « vraie essence » de l'art en utilisant un nouveau nom, sans le « xing » (forme). Wang Xiangzhai, qui avait une grande connaissance de la pratique et de son histoire, décida d'appeler cette nouvelle pratique « Yi quan » (意拳). Dans les années 1940, un des étudiants de Wang Xiangzhai écrivit un article à propos de son école et l'appela « Da cheng quan » (大成拳), qui signifie « boxe du grand accomplissement ». Ce nom co-existe actuellement pour cette pratique et représente une branche d'une pratique d'origine commune.
Dans les années 1930, à Shanghai, l'école de de Wang devint célèbre. Un petit noyau dur d'étudiants s'entrainait avec lui comme les frères Han Xing Qiao et Han Xing Yuan ou Shao Dao Sheng. Han Xing Qiao, qui fut formellement adopté par Wang comme son fils et vécut avec lui pendant 15 ans, étudia le Tui Na avec Qian Yan Tang, un érudit et médecin. Wang Xiangzhai et Qian Yan Tang étudièrent ensemble la médecine et la culture. À l'issue de leur recherche, ils introduisirent l'idée d'accentuer la pratique autour du Zhan Zhuang, la posture de l'arbre, une pratique de la méditation en posture en immobilité apparente.
Wang Xiangzhai fit des recherches dans la bibliothèque de Qian, qui était riche de textes classiques. Wang passa plusieurs années à améliorer, ajouter, ajuster la pratique et la méthodologie sur base de principes naturels. Wang établit le Zhan Zhuang et un système de 7 étapes puis 8 postures de base : Ju, Bao, Peng, Tui, An, Hua, Ti et finalement Jia So Su. Ces huit postures sont toujours les fondamentaux du Zhang Zhuang.
Quand Wang Xiangzhai (et plus tard Han Xing Chiao) se rendirent sur Pékin vu que Wang n'enseignait que trois Zhuang Zhuang. Le Bao est le plus fondamental des Zhuang Zhuang, et donc Wang n'enseigna vraiment que le Bao à partir de ce point, la majeure partie des autres éléments de pratique ayant été abandonnées. Les pratiquants actuels de Yi Quan citent souvent un principe rapporté que Wang indiquait très certainement à ses étudiants : « Au mouvement rapide, privilégie la lenteur, et au mouvement lent, privilégie l'immobilité ». Il n'y a pas d'utilisation de la force. L'erreur est causé par l'esprit. L'esprit conçoit le résultat sur la base de 2 états soit dur ou mou de même soit rapid ou lent. À partir du moment où l'esprit s attache à ce modèle dualiste, le pratiquant concevra tout en dichotomie. Cependant l'expérience doit être une et seulement une[réf. nécessaire].

## Style
Le Yiquan est un art martial d'expression dit interne tout comme le Tai-chi-chuan à la différence qu'il ne contient pas de forme ou d'enchaînement de mouvements prédéterminés ou le Taolu, car il ne contient pas non plus de d'enchainement prédéfinis de combat. Au lieu de cela, il se focalise sur la pratique de mouvements et de capacités de combat spontanés au travers de méthodes et de concepts basés sur le travail de l'amélioration de la perception du corps et du schéma corporel, du mouvement des sensations et de la force. Le Yiquan s'appuie aussi très fortement sur les principes traditionnelles chinois comme le qi, les méridiens, et les dantians. D'autres éléments important sont le principe de s'ancrer dans le moment présent et que les préconceptions sont les sources des blocages des processus.
Le Yiquan est dit avoir été influencé par de nombreux styles auxquels Wang fut exposé tel que le fujian hèquán, le tai-chi-chuan, le bāguàzhǎng, le liuhe bafa ou d'autres comme le shuai jiao.

### Pratique actuelle
Elle se divise en plusieurs activités:
- Zhan zhuang (站樁) Posture du pilier. Cette méthode d’entrainement autrefois présente dans de nombreux arts martiaux a pour particularité de tenir une position statique debout en apparence immobile, les bras ayant différentes positions possibles selon le type et la direction de force que l’on veut exprimer. À chaque posture, est associée une image mentale sur laquelle se fixe la pensée afin de faire naître une sensation particulière dans le corps (ganjué). Cet exercice postural est d’abord destiné à entraîner le corps dans le but de le renforcer et le tonifier. Par le travail mental, le cerveau commande aux faisceaux musculaires de l’ensemble du corps. Ceci a pour effet majeur d’améliorer la qualité, la quantité et la vitesse d’information transmise par le cerveau aux muscles. Cela permet notamment l'amélioration du hunyuan li, « force vitale naturelle » ou « toutes les choses qui forment le tout ». Une fois atteint, le pratiquant travaille sur les 6 forces/directions, haut, bas, derrière, devant, dedans et dehors, les deux dernières étant aussi nommée force séparatrice et union. La posture de base Zhan zhuang commence avec l'image mentale de maintenir un arbre ou envelopper un arbre. L'idée au cœur de cette posture est de ne pas utiliser la force pour maintenir la position tout en créant avec l'esprit l'intention de mouvement.

- Shi li (試力) Essayer la force. C'est un exercice en mouvement le plus lent possible, essayant de lier les sensations hunyuan li développées pendant le Zhan zhuang dans le mouvements. L'intention ou l'imagination intervient aussi dans Shi li. Un exemple est d'imaginer maintenir un tronc d'arbre à la surface de l'eau et de le pousser/tirer ou monter/descendre à la surface ou dans l'eau. Cet pratique lente de la méditation permet d'aligner le corps (muscles et squelette) au même moment du bout des orteils, doigts au sommet du crane dans une action simultané et uniforme. L'image de l'eau permet la perception de la resistance pendant le mouvement qui met l'esprit dans les conditions nécessaires pour la réalisation par le corps avec les tentions justes.

Toute la pratique repose sur ces deux méthodes.
Différentes écoles pratiquent aussi des exercices de déplacements (Bu Fa et Mo ca Bu ou Mo Bu), et différents mouvements de frappe ou de poussée.

## Personnalités du Yi Quan
- Wang Xiangzhai : fondateur du style
- Yao Zongxun (1917-1985), originaire de Hangzhou County, Zhejiang Province : pratiquant martial et disciple de Wang XiangZhai. Auteur de  Yiquan-Chinese Modern Practical Boxing[4]
- Han Xingyuan (1915-1983), originaire du Hebei Province : disciple de Wang Xiangzhai.
- Han Xingqiao : frère de Han Xingyuan
- You Pengxi (Professor Pengsi Yu), (1902-1983) : professeur de médicine, célèbre pour la Empty Force. Il est un disciple de Wang Xiangzhai et vécu aux USA après la révolution culturelle.
- Kenichi Sawai (en) (1903–1988) : pratiquant d'art martiaux japonais et associé de Mas Oyama, fondateur du Kyokushin Karate. Sawai visita Beijing en 1939 pour défier Wang Xiangzhai en combat. Après plusieurs défaites contre Wang, Kenichi étudia avec Wang et Yao Zongxun. Kenichi retourna au Japon, où il introduisit quelques modifications et nomma la pratique Taikiken[5],[6],[7].

## Lecture additionnelle
- José Carmona, De Shaolin à Wudang, éditions Guy Trédaniel, 1999, 288 p. (ISBN 978-2844450852).
- Le grand livre du Kung fu Wushu ; par Roger Itier ; aux éditions De Vecchi ; 2006.
- ('fr') Guo Guizhi, Da cheng quan, L'Originel (28 février 2002), 2002, 141 p. (ISBN 978-2910677473).
- Jonathan Bluestein, Research of Martial Arts, Amazon CreateSpace, 2014 (ISBN 978-1499122510)
- Bruce Frantzis, The Power of Internal Martial Arts and Chi: Combat and Energy Secrets of Ba Gua, Tai Chi and Hsing-I, Blue Snake Books, 2007 (ISBN 978-1583941904)
- Jan Diepersloot, The Tao of Yiquan: The Method of Awareness in the Martial Arts, Qi Works, 2000 (ISBN 978-0964997615)